# Les Villettes
Les Villettes é uma comuna francesa na região administrativa de Auvérnia-Ródano-Alpes, no departamento de Alto Loire. Estende-se por uma área de 11,78 km². Em 2010 a comuna tinha 1 478 habitantes (densidade: 125,5 hab./km²).